# Restaurant Kasbah
Kasbah és un restaurant especialitzat en cuina àrab situat al barri del Poble Sec de Barcelona, al carrer Vilà Vilà, que es va inaugurar el març de 1978.
El "Kasbah", un dels precursors de la restauració àrab de Barcelona, té el seu antecedent en un local anomenat "Marrakech", que fou regentat pel marroquí Omar Larbi. Situat molt a prop del cafè-concert El Molino, durant la seva història ha acollit a algunes de les millors ballarines de dansa del ventre a Barcelona.